# Шабляк
Шабляк (пол. Szablak) — село в Польщі, у гміні Новоґруд Ломжинського повіту Підляського воєводства.
Населення — 118 осіб (2011).
У 1975-1998 роках село належало до Ломжинського воєводства.

## Демографія
Демографічна структура станом на 31 березня 2011 року:
|          | Загалом | Допрацездатний вік | Працездатний вік | Постпрацездатний вік |
| -------- | ------- | ------------------ | ---------------- | -------------------- |
| Чоловіки | 57      | 12                 | 39               | 6                    |
| Жінки    | 61      | 14                 | 30               | 17                   |
| Разом    | 118     | 26                 | 69               | 23                   |